# 8 octobre 1964
Le jeudi 8 octobre 1964 est le 282e jour de l'année 1964.

## Naissances
- Stéphane Aubier, auteur et réalisateur belge de films d'animation ;
- Jakob Arjouni (mort le 17 janvier 2013), écrivain allemand ;
- Olivier Baratelli, avocat français ;
- Peter Blum, peintre allemand ;
- Luiz Felipe Faria de Azevedo, joueur de basket-ball brésilien ;
- Ian Hart, acteur britannique ;
- Amar Meriech, journaliste algérien ;
- Götz Schulze (mort le 30 octobre 2018), juriste et juge allemand ;
- Elmer Williams, athlète portoricain, spécialiste du saut en longueur ;
- CeCe Winans, chanteuse américaine.

## Décès
- Conrad Gozzo (né le 6 février 1922), musicien américain ;
- Georg Friedrich Nicolai (né le 6 février 1874), physiologiste allemand ;
- Hilaire Perdon (né le 30 octobre 1900), personnalité politique française.

## Événements
- Découverte des astéroïdes :
  - (2045) Pékin
  - (2514) Taiyuan
  - (2539) Ningxia
  - (2899) Runrun Shaw
  - (3048) Guangzhou
  - (3746) Heyuan
  - (4047) Chang'E